# Condado de Schenectady
El condado de Schenectady (en inglés: Schenectady County), fundado en 1809, es un condado en el estado estadounidense de Nueva York. En 2000 el condado tenía una población de 146.555 habitantes, con una densidad poblacional de 275 personas por km². La sede del condado es Schenectady.

## Geografía
Según la Oficina del Censo, el condado tiene un área total de 544 km² (210 mi²), de la cual 534 km² (206,2 mi²) es tierra y 10 km² (3,9 mi²) (1,68%) es agua.

### Condados adyacentes
- Condado de Saratoga - este
- Condado de Albany - sur
- Condado de Schoharie - suroeste
- Condado de Montgomery - oeste

## Demografía
En el 2000 la renta per cápita promedia del condado era de $41.739, y el ingreso promedio para una familia era de $53.670. En 2000 los hombres tenían un ingreso per cápita de $38.840, siendo $27.339 para las mujeres. El ingreso per cápita en el condado era de $21.992. Alrededor del 10,9% de la población estaba bajo el umbral de pobreza nacional.

## Localidades

### Ciudades
Schenectady 

### Pueblos
Duanesburg |
Glenville |
Niskayuna |
Princetown |
Rotterdam

### Villas
Delanson |
Scotia

### Lugares designados por el censo
Duanesburg |
Duane Lake |
East Glenville |
Mariaville Lake |
Niskayuna |
Pattersonville-Rotterdam Junction |
Rotterdam

### Áreas no incorporadas
Alplaus